# Through the Ashes of Empires
Through the Ashes of Empires — пятый студийный альбом грув-метал-группы Machine Head, выпущенный в 2003 году в Европе, Японии и Австралии. Из-за истечения контракта группы с Roadrunner Records, альбом не был издан 16 декабря в США вместе с релизом в других странах, как это было запланировано. Однако пластинка имела такой успех, что лейбл вскоре предложил коллективу новый контракт, и 20 апреля 2004 года Through the Ashes of Empires был официально выпущен в Америке.
Альбом ознаменовал возвращение группы к звучанию грув-метала, после двух альбомов выдержанных в стиле альтернативного метала. Основными темами песен традиционно стали социальные проблемы и личные переживания.
Through The Ashes Of Empires был удостоен преимущественно положительных отзывов со стороны музыкальных критиков, благосклонно оценивших перемены в звучании группы. Кроме того, альбом получил «серебряную» сертификацию от British Phonographic Industry, а также занял 88-ю строчку в Billboard 200. В США было продано более 100 000 копий альбома.

## Предыстория
В 2001 году, после релиза альбома Supercharger, группа отправилась в турне по США и странам Европы. К тому времени внутри группы сложились напряженные отношения, и, по словам Робба Флинна, ситуация обострилась настолько, что музыканты начали ставить под сомнение дальнейшее существование Machine Head.
В результате, по причине музыкальных разногласий и личных конфликтов, в мае 2002 года гитарист Ару Ластер решил покинуть группу. Для концертов в рамках европейского летнего тура коллектив пригласил гитариста Фила Деммела, ранее игравшего в треш-метал-группе Vio-lence, участником которой до 1992 года являлся и Робб Флинн.
В том же году, после летних концертов, Machine Head закончили запись своего первого концертного альбома Hellalive, который был издан в 2003 году. Вернувшись в США, некоторое время группа бездействовала, и Робб Флинн даже начал подумывать о том, чтобы присоединиться к Drowning Pool, которой, из-за смерти фронтмена Дейва Уильямса, требовался вокалист.
Machine Head к тому времени отказались от услуг Roadrunner Records. В поисках нового лейбла, музыканты приступили к сочинению и распространению демо-материала. В итоге группа записала демо Pins and Needles, состоящее из четырех радио-ориентированных композиций. Запись была отправлена в несколько звукозаписывающих компаний, однако не заинтересовала ни одну из них.
Комментируя демо, Флинн назвал звучание песен «сумасшедшим», а также сообщил, что в целом новый материал не тяжелее чем Burn My Eyes, но его звук — «до боли адский».

## Запись и выпуск
В мае 2003 года группа сообщила, что в записи альбома будет принимать участие Колин Ричардсон, продюсировавший предыдущие два релиза, Supercharger и Hellalive. Первоначально предполагалось, что он будет продюсером новой пластинки, но затем появилась информация о том, что это место займет Расс Рассел, известный по работе с Napalm Death, Dimmu Borgir, At the Gates. В результате, кресло продюсера занял Робб Флинн, в то время как Ричардсону было поручено микширование композиций. Сам альбом планировалось выпустить в конце 2003 года или в начале 2004 года.
В июне музыканты в составе трех человек: Робба Флинна, Адама Дьюса и Дейва Макклейна направились в студию Sharkbite, Окленд, где до июля занималась работой над альбомом. По словам участников Machine Head, запись проходила в приподнятом настроении. Дейв Макклейн утверждал, что «такого воодушевления группа не испытывала со времен работы над The More Things Change». Также он положительно отозвался о роли Фила Деммела в записи композиций: «Фил делает что-то невероятное. Наличие двух талантливых гитаристов в группе позволило нам попробовать в звучании то, о чем мы и не могли помышлять в последние годы. Просто сказать, что мы рады этому альбому, было бы преуменьшением».
16 июня группа огласила название будущего альбома, Through The Ashes Of Empires, а также уточнила, что пластинку ориентировочно планируется выпустить 13 октября. 22 июля Робб Флинн сообщил о завершении записи альбома: «Вчера [21 июля] был наш последний официальный день в студии, и все прошло чертовски здорово».
В конце августа, после завершения микширования и мастеринга альбома, группа сообщила окончательный список композиций Through The Ashes Of Empires, а также анонсировала выпуск видеоклипа на песню «Imperium», который был выложен в свободном доступе на сайте Machine Head 9 ноября.
В октябре альбом был издан в Европе, Японии и Австралии. 16 декабря 2003 года состоялся релиз Through The Ashes Of Empires в мире, однако для слушателей из США дата выхода альбома была перенесена на апрель 2004 года, в связи с тем, что группа не смогла договориться ни с одним американским лейблом о выпуске пластинки. В итоге, коллектив подписал новый контракт на распространение альбома в США с лейблом Roadrunner Records, руководство которого было впечатлено высокими результатами релиза в европейских чартах.
Помимо стандартного издания, было выпущено специальное издание альбома, содержащее ранние демозаписи песен, а также короткое видео о записи Through the Ashes of Empires. В американском издании, в виде компенсации фанатам за долгое ожидание выхода альбома, добавилась песня «Seasons Wither» .

## Музыкальный стиль
По своей музыкальной составляющей альбом отличается от предыдущих записей коллектива. Он сочетает мелодизм и лиричность, присущие The Burning Red и Supercharger с тяжестью и мрачностью The More Things Change, а также с агрессией Burn My Eyes. При этом, по общему звучанию, в Through the Ashes of Empires преобладает звучание грув-метала, времён ранних записей группы. В дальнейшем, на таких альбомах как The Blackening и Unto the Locust, Machine Head развивали этот стиль, совершенствуя технику исполнения и усложняя структуру песен.
Несмотря на смену звучания, Through the Ashes of Empires не смог гармонично объединить разнородные элементы с предшествующих альбомов. Так композиция «Imperium» была написана под влиянием, выдержанной в стиле грув-метала, песни «11th Hour» группы Lamb of God. Скоростные «Bite The Bullet» и «Left Unfinished» записывались более приближенными к трэш-металу. Ещё одна песня, «In The Presence Of My Enemies», отличается частыми сменами темпа, а также быстрыми и точными партиями гитар. Композиция, «Elegy», напротив, содержит медленные и тяжелые рифы, контрастирующие с мелодичным пением Флинна, а «All Falls Down» сохранила в своем звучании ритмику и гитарные партии ню-метала.
Основными темами лирики песен альбома являются наркотическая зависимость, насилие в семье и борьба с самим собой. Такие песни, как «Left Unfinished» и «Days Turn Blue to Gray» фокусируются на теме издевательств над детьми и основываются на личных воспоминаниях Флинна. «Elegy» представляет собой размышление о глобальной катастрофе, а в «Descend The Shades Of Night» поется о приближающейся смерти.

## Отзывы
| Оценки критиков | Оценки критиков |
| Источник        | Оценка          |
| --------------- | --------------- |
| Allmusic        | [ 19 ]          |
| Rock Hard       | 9.5/10          |
| Blabbermouth    | 8/10            |

Альбом получил преимущественно доброжелательные отзывы критиков, высоко оценивших переход группы от альтернативного метала к грув-металу. Обозреватель Allmusic положительно отозвался об изменении звучания группы, особенно выделив открывающую композицию «Imperium», которая, по его мнению, «затмевает половину альбома, возвращая зловещее величие и авторитет Machine Head раннего периода и напоминая триумфальные „Davidian“ и „Ten Ton Hammer“». К слабым сторонам пластинки он отнес сохранившиеся элементы ню-метала, особенно заметные на примере песни «All Falls Down». Дон Кэй из Blabbermouth отметил общее разнообразие альбома, на котором нашлось место как тяжелой и мрачной «Imperium», так и скоростным трэшевым «Bite The Bullet» и «Left Unfinished», соседствующими с мелодичной «Elegy» и лиричной «Descend The Shades Of Night», написанной в духе классический метал-баллад. Кроме того, обозреватель выделил вокал Робба Флинна, варьирующийся на альбоме от эмоционального пения, до «кровожадных, преисполненных гневом» выкриков. Волкмар Вебер в своем обзоре для Rock Hard похвалил музыкантов за гармоничное звучание альбома, ведущее слушателя от скорости и тяжести «Imperium» к меланхоличной и трагичной «Descend The Shades Of Night».
Through the Ashes of Empires продемонстрировал более успешное выступление в чартах чем предшествующий альбом, Supercharger. Альбом занял 88-е место в Billboard 200 и попал в европейские чарты. Пластинка была сертифицирована как «серебряная» в Великобритании. В 2005 году Through the Ashes of Empires вошёл под 311-м номером в список The 500 Greatest Rock & Metal Albums of All Time журнала Rock Hard.

## Список композиций
| №   | Название                        | Текст песни           | Музыка                    | Длительность |
| --- | ------------------------------- | --------------------- | ------------------------- | ------------ |
| 1.  | «Imperium»                      | Робб Флинн            | Робб Флинн, Дэйв Макклейн | 6:41         |
| 2.  | «Bite the Bullet»               | Робб Флинн            | Робб Флинн                | 3:21         |
| 3.  | «Left Unfinished»               | Робб Флинн            | Робб Флинн                | 5:45         |
| 4.  | «Elegy»                         | Робб Флинн            | Робб Флинн, Дэйв Макклейн | 3:55         |
| 5.  | «In the Presence of My Enemies» | Робб Флинн            | Робб Флинн, Фил Деммел    | 7:07         |
| 6.  | «Days Turn Blue to Gray»        | Робб Флинн            | Робб Флинн, Фил Деммел    | 5:29         |
| 7.  | «Vim»                           | Робб Флинн, Адам Дьюс | Робб Флинн, Дэйв Макклейн | 5:12         |
| 8.  | «All Falls Down»                | Робб Флинн            | Робб Флинн, Дэйв Макклейн | 4:29         |
| 9.  | «Wipe the Tears»                | Робб Флинн, Адам Дьюс | Робб Флинн, Дэйв Макклейн | 3:54         |
| 10. | «Descend the Shades of Night»   | Робб Флинн            | Робб Флинн, Дэйв Макклейн | 7:46         |

| №   | Название         | Текст песни | Музыка                 | Длительность |
| --- | ---------------- | ----------- | ---------------------- | ------------ |
| 11. | «Seasons Wither» | Робб Флинн  | Робб Флинн, Фил Деммел | 6:18         |

| №  | Название                                         | Длительность |
| -- | ------------------------------------------------ | ------------ |
| 1. | «Bite the Bullet» (Демо)                         | 3:51         |
| 2. | «Left Unfinished» (Демо)                         | 4:30         |
| 3. | «Elegy» (Демо)                                   | 3:46         |
| 4. | «All Falls Down» (Демо)                          | 4:29         |
| 5. | «Descend the Shades of Night» (Демо)             | 3:55         |
| 6. | «The Blood, the Sweat, the Tears (Live)» (Видео) | 4:16         |
| 7. | «Through the Ashes of Empires Sessions» (Видео)  | 18:30        |

## Участники записи
Machine Head
- Робб Флинн — вокал, гитара, продюсирование
- Фил Деммел — гитара
- Адам Дьюс — бас-гитара
- Дэйв Макклейн — ударные

Производство
- Уил Бартл — микширование
- Колин Ричардсон — микширование
- Марк Китон — звукорежиссер
- Эдди Шрейер — мастеринг
- Энди Снип — дизайн упаковки
- Бау Да — дизайн упаковки, фотографии
- Алекс Солка — фотографии

## Позиции в чартах
| Чарт (2003)    | Позиция |
| -------------- | ------- |
| Австрия        | 56      |
| Нидерланды     | 65      |
| Франция        | 44      |
| Германия       | 24      |
| Швеция         | 41      |
| Швейцария      | 80      |
| Великобритания | 77      |
| Billboard 200  | 88      |

## Сертификации
| Регион | Сертификация | Продажи |
| --- | ------------ | ------- |
| Великобритания (BPI) | Серебряный   | 60 000^ |
| * Данные о продажах приведены только на основе сертификации. ^ Данные о тиражах приведены только на основе сертификации. |              |         |